# 공신전
공신전(功臣田)은 고려 말인 1391년(공양왕 3년) 전제개혁 때 과전 이외로 공신에게 주던 토지이다.

## 개설
공신전은 1390년(공양왕 2년)에 사여(賜與)된 이성계 등 45인의 회군공신(回軍功臣)의 공신전에 한한다 하였다. 따라서 그 이전의 고려시대 여러 공신은 그 특전이 인정되지 않게 된 것이며, 이 예외적 조처는 곧 뒤에 오는 다른 공신적 설정의 선례를 남긴 것이다.
공신전도 과전과 마찬가지로 경기 지방에 한하여 지급되어 갔다. 이 공신전은 고려의 공음전시가 모든 관료에게 지급된 것과는 달리, 공신으로 지명되는 자만이 자손대대로 세습할 수 있었다.

## 같이 보기
- 역분전